# الفواقسة
قرية الفواقسة هي إحدى القرى التابعة لمركز ههيا في محافظة الشرقية في جمهورية مصر العربية. حسب إحصاءات سنة 2006، بلغ إجمالي السكان في الفواقسة 6064 نسمة، منهم 3154 رجل و2910 امرأة.